# Best of Chris Isaak
Best of Chris Isaak – dwunasty album Chrisa Isaaka wydany 9 maja 2006 roku nakładem Reprise Records. Zawiera 18 największych przebojów artysty oraz teledyski do nich na specjalnej, dołączonej płycie DVD.
Na płycie pojawiły się dwa nowe utwory ("King Without A Castle" i "Let's Have A Party"), a także dwa covery: "I Want You To Want Me" (Cheap Trick) oraz "Only The Lonely" (Roy Orbison). Natomiast utwór "Forever Blue" został wydany po raz pierwszy w wersji akustycznej.

## Lista utworów
1. "San Francisco Days"
2. "Somebody's Crying"
3. "Wicked Game"
4. "Baby Did a Bad, Bad Thing"
5. "Let Me Down Easy"
6. "Two Hearts"
7. "King Without a Castle"
8. "Only the Lonely"
9. "Speak of the Devil"
10. "Blue Spanish Sky"
11. "You Owe Me Some Kind of Love"
12. "Can't Do a Thing (To Stop Me)"
13. "Let's Have a Party"
14. "Dancin'"
15. "Blue Hotel"
16. "Please"
17. "I Want You to Want Me"
18. "Forever Blue" (wersja akustyczna)
19. "Waiting" (Acoustic Version) – iTunes exclusive
20. "Don't Leave Me on My Own" (Acoustic Version) – iTunes exclusive

## Bonus DVD
1. "Wicked Game" (wyreżyserowany przez Herba Ritts'a)
2. "Dancin'" (Mary Lambert)
3. "Somebody's Crying" (Bill Pope & Chris Isaak)
4. "San Francisco Days" (Gus Van Sant)
5. "Blue Spanish Sky" (Bruce Weber)
6. "Baby Did a Bad, Bad Thing" (Herb Ritts)
7. "Can't Do a Thing (To Stop Me)" (Chris Isaak)
8. "Let Me Down Easy" (Logan)
9. "Blue Hotel" (Mark Lebon)
10. "Dark Moon" (Nicola Pecorini)
11. "Don't Make Me Dream About You" (Geoffrey Barish)
12. "Think of Tomorrow" (Jonathan Bendis)
13. "Go Walking Down There" (Bill Pope)
14. "You Owe Me Some Kind of Love" (Jean-Baptiste Mondino)
15. "Gone Ridin'" (Theodorus Bafaloukos)
16. "Please" (Pate Brothers)
17. "Washington Square" (Joe Thomas)
18. "Wicked Game" (European version) (Herb Ritts)

## Pozycje na listach
| Rok  | Lista przebojów         | Pozycja |
| ---- | ----------------------- | ------- |
| 2006 | Australisjka lista ARIA | 1       |